# Nereis mancorae
Nereis mancorae är en ringmaskart som beskrevs av Miles Joseph Berkeley 1961. Nereis mancorae ingår i släktet Nereis och familjen Nereididae. Inga underarter finns listade i Catalogue of Life.